# Polygala supina
Polygala supina là một loài thực vật có hoa trong họ Polygalaceae. Loài này được Schreb. miêu tả khoa học đầu tiên năm 1766.